# Фероз-Шах-Котла (стадіон)
Фероз-Шах-Котла (англ. Feroz Shah Kotla, гінді फ़िरोज़ शाह कोटला, панджабі ਫ਼ਿਰੋਜ਼ ਸ਼ਾਹ ਕੋਟਲਾ, урду فروز شاہ کوٹلا) — крикетний стадіон в Делі, Індія, заснований у 1883 році на території руїн стародавнього міста Фірозабада, також відомого як Фіроз-Шах-Котла.
|  | Це незавершена стаття про спортивну споруду. Ви можете допомогти проєкту, виправивши або дописавши її. |